# Ogorzałka mała
Ogorzałka mała (Aythya affinis) – gatunek średniej wielkości ptaka wodnego z rodziny kaczkowatych (Anatidae). Nie jest zagrożony wyginięciem. Nie wyróżnia się podgatunków.

## Występowanie
Ptak ten zamieszkuje Amerykę Północną od Alaski na północy po Wielkie Jeziora Północnoamerykańskie i północno-wschodnią Kalifornię na południu. Zimuje na północnoamerykańskich preriach, w Meksyku, Ameryce Środkowej (w tym na Antylach), Kolumbii, Wenezueli oraz na Hawajach. Sporadycznie pojawia się w środkowych Andach i dorzeczu Orinoko oraz na Grenlandii. Do Europy zalatuje bardzo rzadko, do Polski wyjątkowo – stwierdzono ją tylko raz (druga rzekoma obserwacja z 2012 roku nie została zaakceptowana przez Komisję Faunistyczną Sekcji Ornitologicznej Polskiego Towarzystwa Zoologicznego).

## Morfologia
WyglądBardzo podobna do ogorzałki, lecz mniejsza. Samiec w ubarwieniu godowym ma głowę, szyję i pierś czarną z fioletowym, metalicznym połyskiem. Czarne również ogon, pokrywy ogonowe i kuper. Boki i brzuch białe. Wierzch popielatoszary z poprzecznym prążkowaniem, ciemniejszym niż u ogorzałki. Lusterko białe. Samica brązowa, głowa i szyja ciemniejsza, u nasady dzioba biała plama, brzuch białawy. Na skrzydle białe lusterko. Młodociane podobne do samicy, lecz ciemniejsze i bez białej plamy u nasady dzioba.
Wymiary średniedługość ciała ok. 38–46 cm
rozpiętość skrzydeł 61–84 cm
masa ciała ok. 700–1200 g (średnio 870 g)

## Ekologia
BiotopNiezbyt duże zbiorniki słodkowodne. Zimuje na dużych jeziorach i w ujściach rzek.
GniazdoNa lądzie w gęstej roślinności w pobliżu wody lub na pływającej platformie.
JajaW ciągu roku wyprowadza jeden lęg, składając w maju – czerwcu 8 do 25 (średnio 6–15) jaj w kolorze od szarego po ciemnooliwkowy, o średnich wymiarach 56 × 40 mm i średniej masie 44 g.
Wysiadywanie, pisklętaJaja wysiadywane są przez okres 21 do 28 dni przez samicę. Pisklęta opuszczają gniazdo po wykluciu, usamodzielniają się po 45–50 dniach.
PożywienieRośliny wodne, skorupiaki, mięczaki, owady wodne i małe ryby. Pokarm zdobywa nurkując.

## Status i ochrona
W Czerwonej księdze gatunków zagrożonych Międzynarodowej Unii Ochrony Przyrody ogorzałka mała nieprzerwanie od 1988 roku klasyfikowana jest jako gatunek najmniejszej troski (LC – Least Concern). Według szacunków organizacji Partners in Flight, liczebność światowej populacji lęgowej w 2017 roku wynosiła około 3,8 miliona osobników. Globalny trend liczebności populacji uznawany jest za spadkowy.
Na terenie Polski gatunek ten jest objęty ścisłą ochroną gatunkową.